# Hubert Robert
Pour les articles homonymes, voir Robert.
Hubert Robert, né le 22 mai 1733 à Paris et mort le 15 avril 1808 dans la même ville, est un peintre français, dessinateur, graveur, professeur de dessin, créateur de jardins et conservateur au muséum central des arts de la République (futur musée du Louvre).
Il est un des principaux artistes français du XVIIIe siècle.

## Biographie
Hubert Robert naît à Paris, dans une famille de la moyenne bourgeoisie, le 22 mai 1733, il est baptisé le lendemain en l'église Saint-Sulpice de Paris. Il est le fils de Nicolas Robert, intendant du marquis de Stainville et de Jeanne Catherine Charlotte Thibault. Grâce à la protection de la famille de Choiseul, il étudie au collège de Navarre entre 1745 et 1751. Il y reçoit une éducation classique dont peu d’artistes parmi ses contemporains purent bénéficier. L’un de ses professeurs, l’abbé Batteux, note les facilités du jeune élève pour le dessin, en le voyant dessiner un mousquetaire à l'arrière de sa copie de traduction de grec.
Après un premier apprentissage dans l’atelier du sculpteur Michel-Ange Slodtz (selon l’Abecedario de Pierre-Jean Mariette), Hubert Robert part en Italie en 1754 grâce au comte de Stainville (1719-1785), nommé ambassadeur de France à Rome. Il obtient le droit de suivre les cours de l’Académie de France à Rome alors installée au palais Mancini sur le Corso, dont il devient pensionnaire en 1759.

### Le séjour à Rome

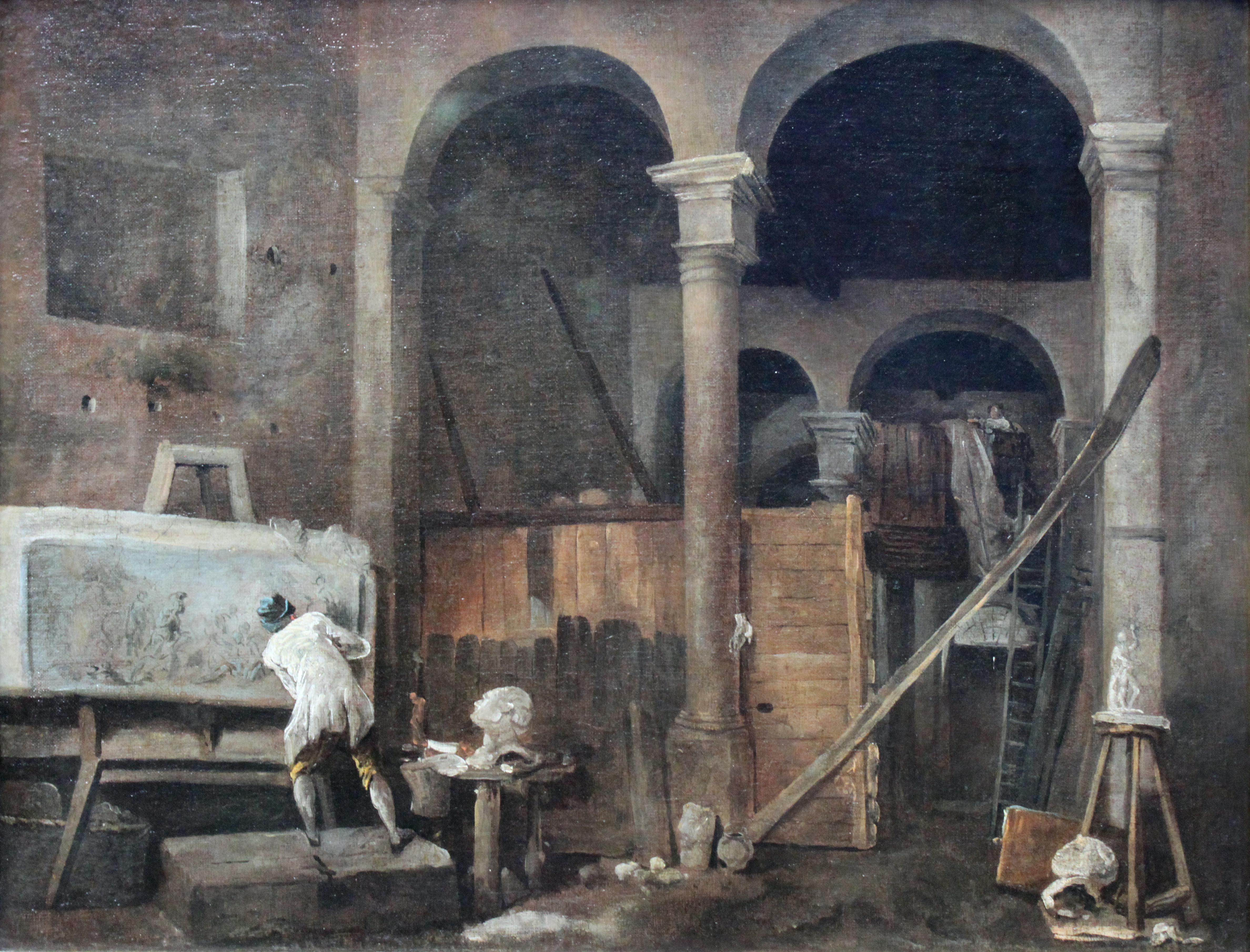
L'Atelier du peintre (1760), Francfort-sur-le-Main, musée Städel.

Arrivé à Rome le 4 novembre 1754, Hubert Robert ne retourne en France que le 24 juillet 1765. Grâce à l'appui du comte de Stainville, Hubert Robert obtient une place de pensionnaire à l’Académie de France à Rome, de 1759 à 1762, sans avoir remporté le prestigieux prix de Rome. Il profite alors des cours de perspective donnés par le peintre Giovanni Paolo Panini (1691-1765) et du voisinage de Giovanni Battista Piranesi (1720-1778), dit Piranèse, dont l’atelier de gravure est situé sur la via del Corso, face au palais Mancini.
Le jeune homme se lie d’amitié avec Jean-Honoré Fragonard (1732-1806), pensionnaire à l’Académie depuis décembre 1756. Ensemble, ils multiplient les dessins à la sanguine réalisés sur le motif, à Rome ou dans la campagne environnante, comme Ronciglione ou Tivoli, en privilégiant les vues des jardins et palais abandonnés par leurs riches propriétaires aux effets du temps et de la nature. Ce sont précisément ces sujets pittoresques qu’apprécient les amateurs du XVIIIe siècle et qu’Hubert Robert ne cesse d’exploiter en dessin comme en peinture tout au long de sa carrière.
À Rome, Hubert Robert rencontre Louis-Jacques Durameau, Étienne de La Vallée-Poussin et Jean-Robert Ango, ainsi que des amateurs influents. Parmi ces derniers, l’abbé de Saint-Non, membre honoraire de l'Académie royale de peinture et de sculpture, emmène Hubert Robert à Naples en avril 1760 pour visiter les sites les plus célèbres de Campanie, en particulier les temples doriques de Paestum, qui ne cesseront de le fasciner bien après son retour en France.

### Un peintre paysagiste

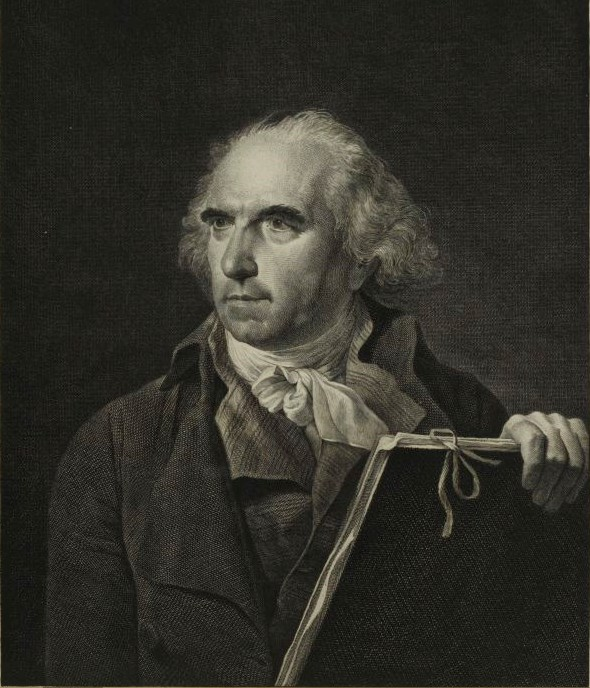
Hubert Robert, gravure de Simon Charles Miger d'après Jean-Baptiste Isabey, Vizille, musée de la Révolution française.

Précédé par une excellente réputation de dessinateur d’architectures en ruines, Hubert Robert est de retour à Paris au mois d’août 1765. Quand il présente le 26 juillet 1766, à l'Académie royale de peinture et de sculpture, un caprice architectural, Le Port de Ripetta à Rome, il est agréé et reçu durant la même séance, en tant que « peintre d’architecture ». Obtenant ainsi le droit d’exposer au Salon, il présente en 1767 plusieurs peintures et dessins d’architectures en ruines salués par la critique, Denis Diderot en tête. Sa participation sera constante au Salon jusqu'en 1798. L'artiste fréquente des salons littéraires plus intimes comme celui de Madame Geoffrin, tenu les lundis jusqu'en 1777, celui de la fille de celle-ci Marie-Thérèse de La Ferté-Imbault ou celui d'Élisabeth-Louise de Rohan-Chabot, au sein duquel Hubert Robert enseigne le dessin aux amateurs, dont le jeune Thomas-Charles Naudet.
Artiste à la mode, Hubert Robert développe très tôt un marché pour ses œuvres peintes et dessinées illustrant des paysages intégrant des architectures en ruines, qui se conjugue parfaitement avec la pratique du dessin en amateur. En effet, le paysage demeure un genre privilégié par les aristocrates, car son approche nécessite moins de métier que les sujets d’histoire. On notera qu'au Salon de 1787, le marquis de Paroy et le marquis Turpin de Crissé, deux membres honoraires de l'Académie, exposent des œuvres imitant la manière d'Hubert Robert.
Hubert Robert prolonge son approche du paysage dans la création de jardins. Nommé successivement dessinateur des Jardins du Roi, garde des Tableaux du Roi, garde du Museum et conseiller à l’Académie, il est chargé d’aménager certaines parties des résidences royales, comme le hameau de la Reine à Trianon. Ce dernier s'inspire du hameau du parc d'Ermenonville, premier jardin anglais d'envergure sur le continent, à la conception duquel Robert participe en tant que conseiller artistique du marquis René-Louis de Girardin. Le parc de Méréville, appartenant au marquis Jean-Joseph de Laborde, peut être considéré comme celui où l'influence d'Hubert Robert est la plus importante.

### La Révolution française
Déclaré « suspect » par le Comité de surveillance révolutionnaire, Hubert Robert est emprisonné à Sainte-Pélagie le 29 octobre 1793, avant d’être transféré le 31 janvier 1794 à la prison de Saint-Lazare dont il est libéré le 4 août. Malgré ces vicissitudes, Hubert Robert produit des peintures sur assiettes et des dessins témoignant de la vie carcérale. Ce fut lui qui dessina le portrait de Jean-Antoine Roucher que le poète envoya la veille de sa mort à sa femme et à sa fille.

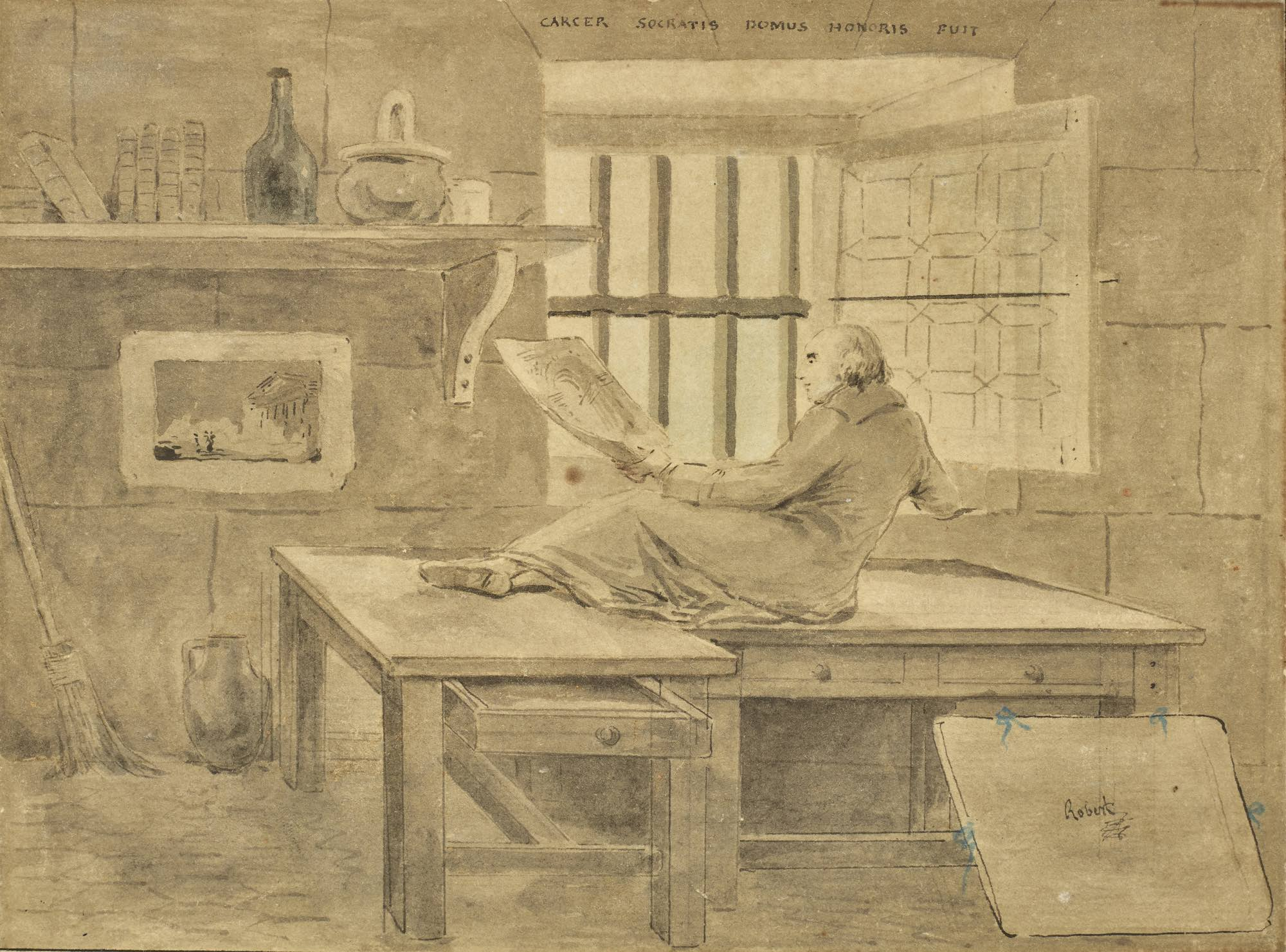
Hubert Robert, Autoportrait en prison, vers 1793-1794, localisation inconnue.

La Révolution a également entraîné la destruction de certains de ses travaux : Robert a conçu les décors d'un théâtre d’environ 500 places dans l’Aile neuve, à l'emplacement de l'escalier Gabriel actuel dans le château de Versailles. Ce théâtre était destiné à servir de théâtre ordinaire de la cour, en remplacement du théâtre de la cour des Princes, trop vétuste et trop petit ; construite à partir de l’été 1785 et inaugurée début 1786, cette salle a été détruite sous Louis-Philippe. Une aquarelle de la conception de Robert est conservée à Paris aux Archives nationales.

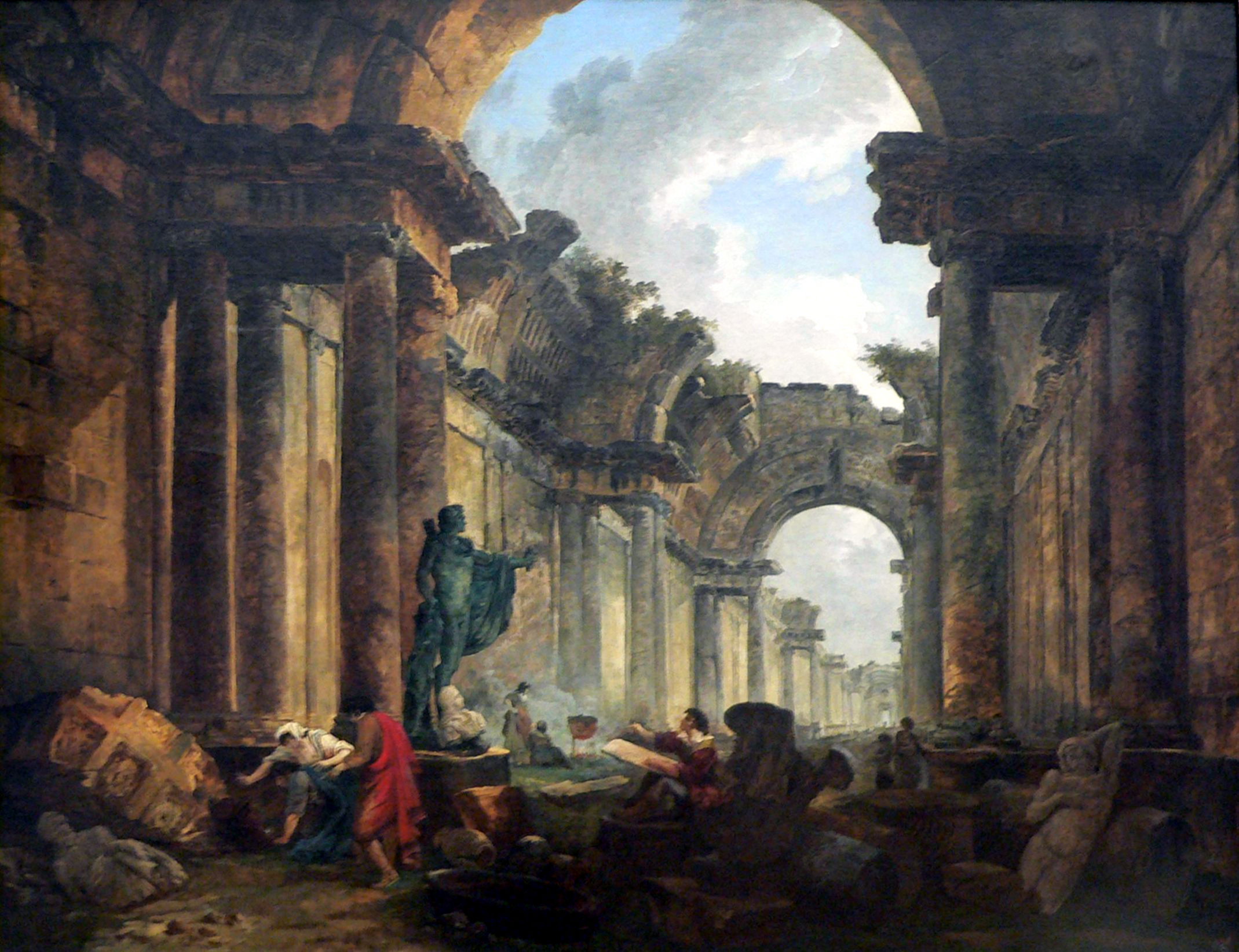
Vue imaginaire de la galerie du Louvre en ruine, Paris, musée du Louvre.

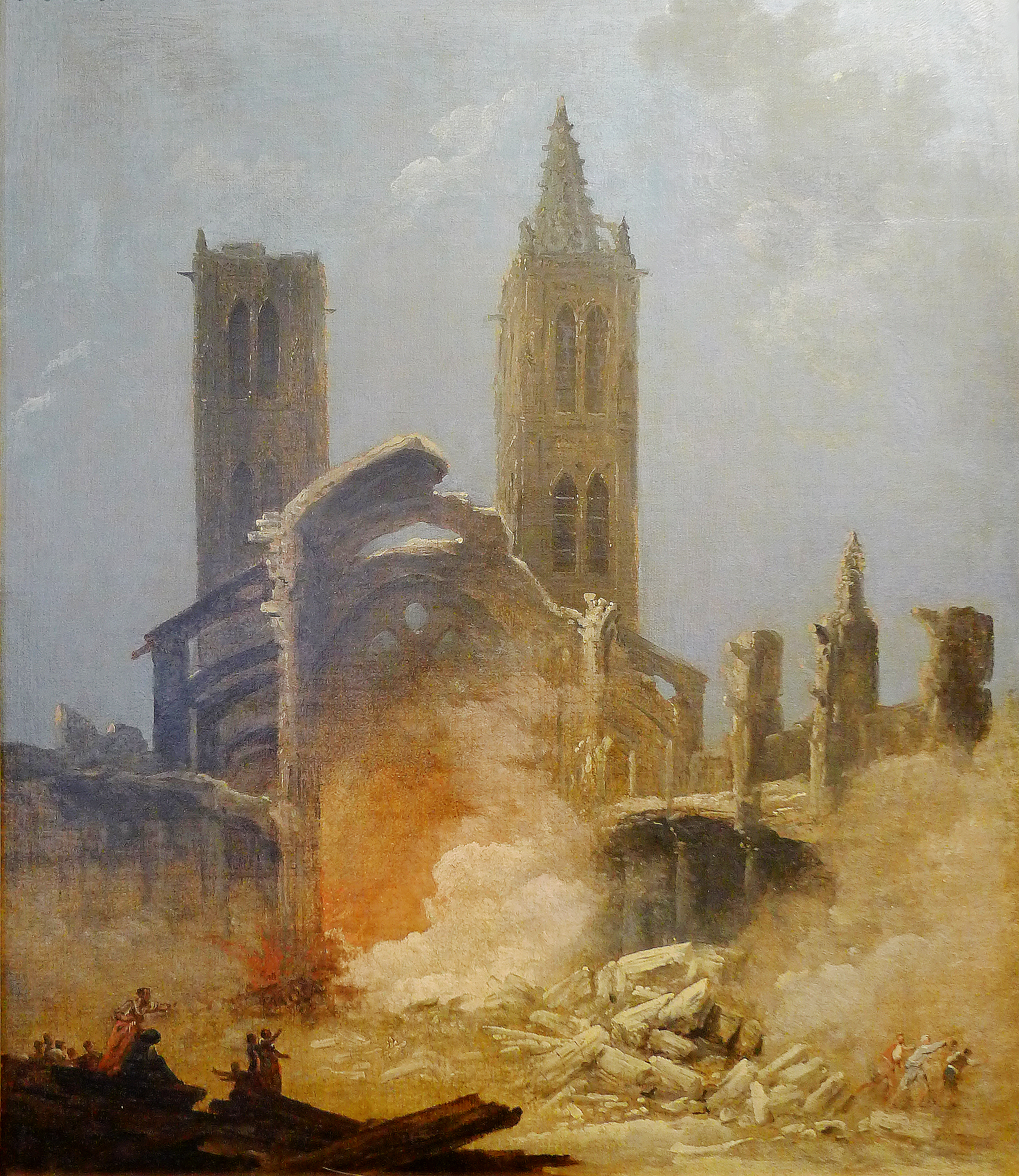
Démolition de l'église Saint-Jean-en-Grève, Paris, musée Carnavalet.

Libéré après dix mois de détention, à la chute de Robespierre, il retrouve en 1795 son poste de conservateur au Museum, futur musée du Louvre, qu’il ne quitte qu’à sa mise en retraite en novembre 1802.
Il projette dans ses œuvres de réunir le Louvre aux Tuileries. C'est de cette période féconde que datent les nombreuses vues du Louvre, réelles ou imaginaires, où l'on peut voir, au milieu des débris d’édifices et d’arcs renversés, l’Apollon du Belvédère.
Le 15 avril 1808, Hubert Robert meurt, sans héritiers, d’une apoplexie au 19, rue Neuve-du-Luxembourg à Paris.
Le musée d'Art et d'Archéologie de Valence, le musée du Louvre, la bibliothèque municipale de Besançon et le musée de l'Ermitage à Saint-Pétersbourg conservent d'importantes collections de dessins et de peintures d’Hubert Robert.
Il est inhumé au cimetière d'Auteuil, dans l'actuel 16e arrondissement de Paris ; la tombe n'existe plus, mais la stèle a été conservée.

## Œuvres

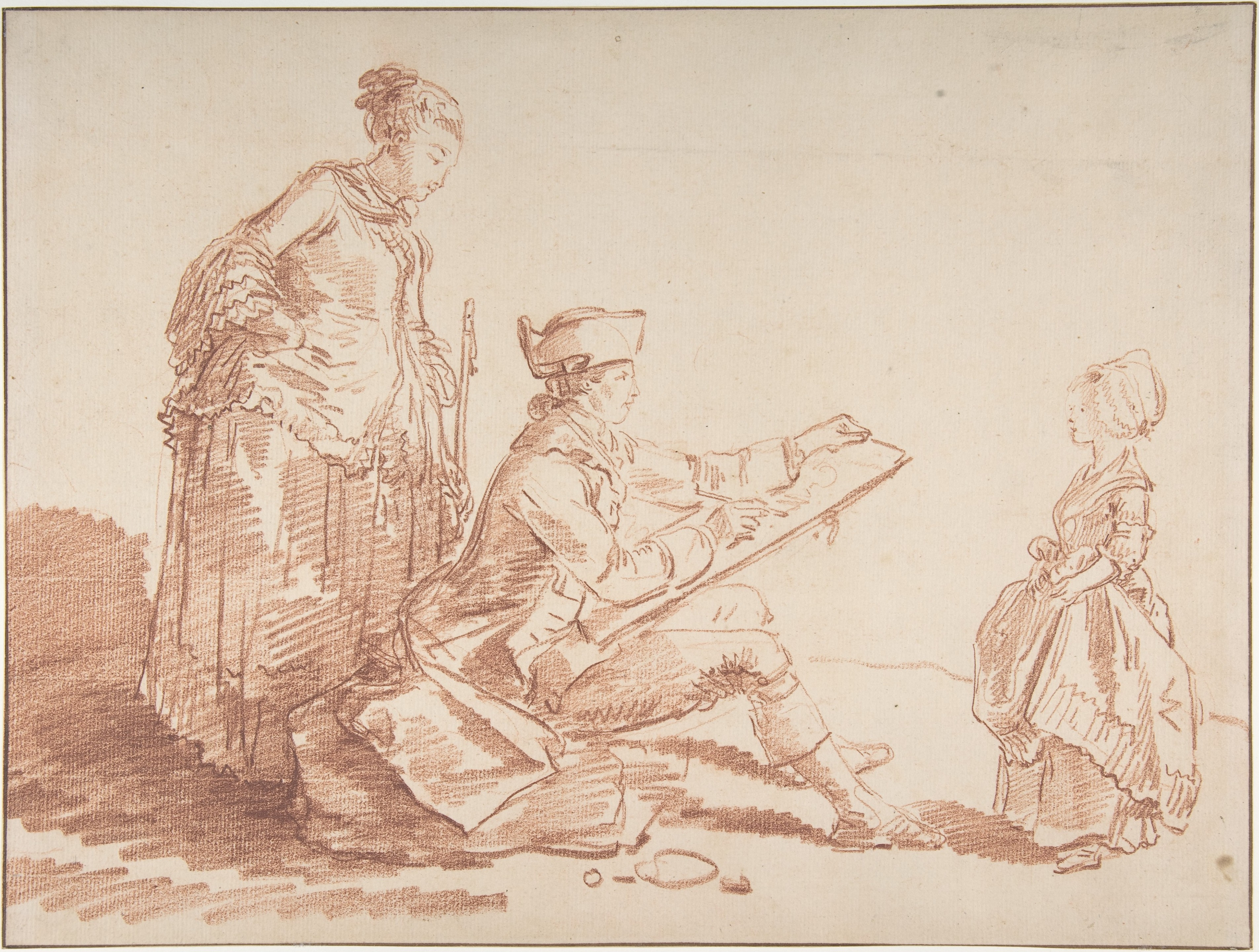
Artiste dessinant une jeune fille, sanguine, New York, Metropolitan Museum of Art.

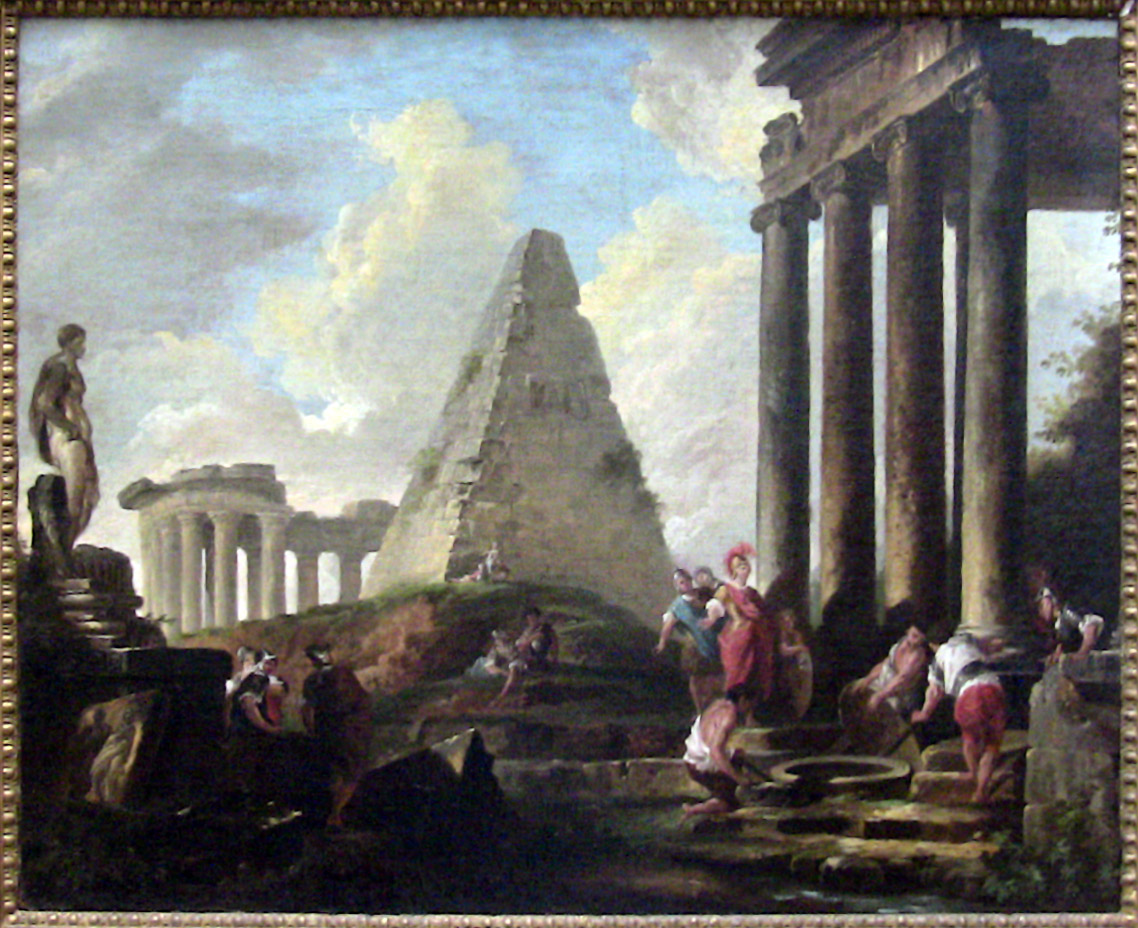
Alexandre le Grand devant le tombeau d'Achille (vers 1754), Paris, musée du Louvre.

### Conception d'aménagements paysagers, d'architecture et de mobiliers
- Temple de la Philosophie Moderne au parc Jean-Jacques-Rousseau d'Ermenonville.
- Laiterie de Rambouillet : concepteur du jardin anglais, de la laiterie, et du mobilier de style étrusque de la laiterie[12]
- Quatre de ses fabriques se trouvent dans le parc de Jeurre (Essonne)[13].

### Peintures
Canada
- Montréal, Musée des beaux-arts : Jeunes Filles dansant autour d'un obélisque, 1798, huile sur toile, 120 × 99 cm.

France
- Chartres, musée des Beaux-Arts[14] :

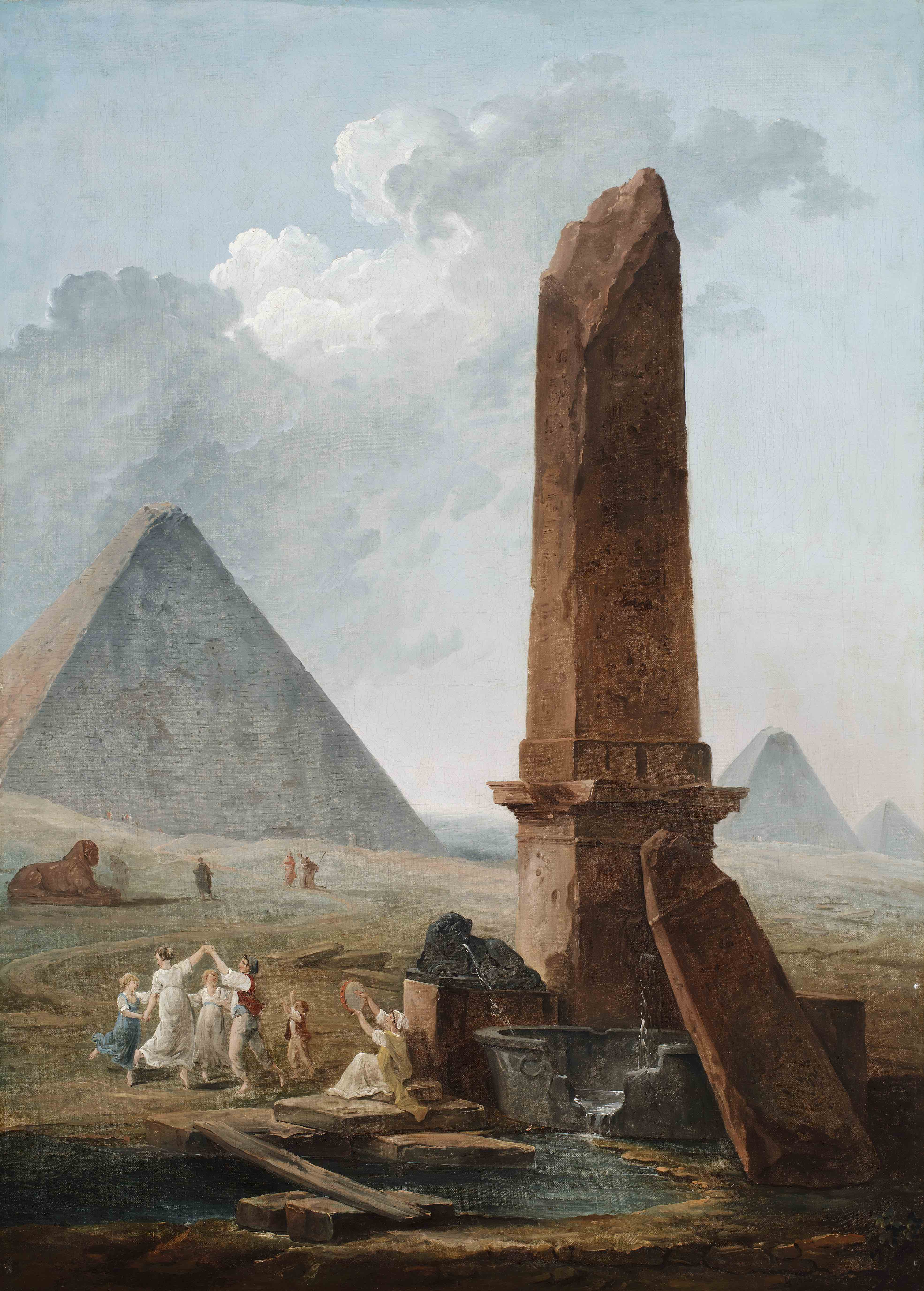
Paysage animé à l'obélisque cassé et trois pyramides (1798), Mougins, musée d'Art classique.

  - Louis XIV devant l’aqueduc de Maintenon, huile sur toile, achat, 1863 (inv. 893) ;
  - Restes du forum Palladium à Rome (attribué à), panneau, 59 × 45 cm, acquisition.
- La Fère, Musée Jeanne-d'Aboville : La Grotte du Pausilippe à Naples.
- Le Havre, musée d'Art moderne André-Malraux : L'Incendie de Rome, vers 1771, huile sur toile, 76 × 93 cm.
- Montpellier, musée Fabre, Le Pont (1776), 78 × 106 cm[15]
- Mougins, musée d'Art classique : Paysage animé à l'obélisque cassé et trois pyramides, 1798.
- Paris :
  - École nationale supérieure des beaux-arts de Paris : Le Port de Rome, orné de différents monuments d'architecture antique dit aussi Le Port de Ripetta à Rome, 1766, huile sur toile, 119 × 145 cm, dépôt du musée du Louvre.
  - Fonds d'art contemporain - Paris Collections :
    - Le Gladiateur, huile sur toile, 280 × 132 cm ;
    - Marc Aurèle, huile sur toile, 280 × 132 cm ;
    - Vénus Callipyge ou Nymphe au bain, huile sur toile, 280 × 132 cm ;
    - Laocoon, huile sur toile, 280 × 132 cm ;
    - Apollon, huile sur toile, 280 × 132 cm ;
    - Flore, huile sur toile, 280 × 132 cm.

  - musée Carnavalet :
    - Incendie du Théâtre de l'Opéra du Palais-Royal, 8 juin 1781, huile sur toile, 84,5 × 114 cm ;
    - La Bastille dans les premiers jours de sa démolition ;
    - La Récréation des prisonniers à Saint-Lazare en 1794 ;
    - Le Ravitaillement des prisonniers à Saint-Lazare en 1794.

  - musée Jacquemart-André : Galeries en ruines.
  - musée du Louvre :
    - La Cascade de Tivoli, 1768 ;
    - Vue de la cellule du baron de Besenval à la prison du Chatelet, 1790, huile sur toile, 37 × 45 cm, Paris, musée du Louvre[16] ;
    - Projet d'aménagement de la Grande Galerie du Louvre, 1796, huile sur toile, 115 × 145 cm ;
    - Vue imaginaire de la Grande Galerie du Louvre en ruine, 1796, huile sur toile, 114 × 146 cm ;
    - Alexandre le Grand devant le tombeau d'Achille, vers 1754, huile sur toile, 73 × 91 cm[17] ;
    - Escalier tournant du palais Farnese à Caprarola, 25 × 34 cm.

  - musée Nissim-de-Camondo :
    - Paysage montagneux, huile sur toile, 282 × 130 cm ;
    - Pavillon rustique dans un parc, huile sur parc, 72 × 55 cm.

  - Petit Palais : Ruines romaines, 1776, huile sur toile, 75 × 89 cm.
- Toulon, musée d'Art : Intérieur de monument, La porte de la chapelle Sixtine.
- Toulouse, Fondation Bemberg :
  - Château en ruines sur un rivage, huile sur toile, 198 × 104 cm ;
  - Paysage au pont, huile sur toile, 44,5 × 54 cm ;
  - Caprice architectural avec figures autour d'une fontaine, huile sur toile, 40,8 × 32,5 cm.
- Valence, musée d'Art et d'Archéologie :
  - Les Découvreurs d'antiques, vers 1765, huile sur toile, 81 × 67 cm ;
  - Le Vase Borghèse.

Italie
- Rome, galerie nationale d'Art ancien :
  -  Capriccio con rovine romane (Caprice architectural avec ruines romaines), huile sur toile, 97,5 × 136 cm, . Inv. 1558 (F.N. 16939) ;
  - Vedute immaginaria del Pantheon (L’imbarcadero) (Vue imaginaire du Panthéon (L’embarcadère)), huile sur toile, Inv. 2475 ;
  - Fontana monumentale (Fontaine monumentale), huile sur toile, 42 × 35 cm, Inv. 2476 ;
  - Monaco che predica fra le rovine (Moine prêchant dans les ruines), huile sur bois, 40 × 33 cm, Inv. 2477 ;
  -  Il canale (Le Canal), huile sur bois, 65 × 42 cm, Inv. 2478 ;
  -  Porta con lavandaie (Porte[18] avec lavandières), huile sur toile, 72 × 92 cm, Inv. 2479 ;
  - Capriccio architettonico con fiume e i Dioscuri del Quirinale (Caprice architectural avec fleuve et les Dioscures du Quirinal), huile sur toile, 64 × 80 cm, Inv. 2480 ;
  - Nîmes, la Maison Carrée, huile sur bois, 32 × 42 cm, Inv. 2481.

Pays-Bas
- Rotterdam, musée Boijmans Van Beuningen : L'Atelier du peintre.

Russie
- Saint-Pétersbourg, palais de Pavlovsk : La Salle de l’Apollon du Belvédère, dans laquelle figure la Vénus d'Arles et l'Aphrodite du Capitole, huile sur toile 64 × 82 cm, 1802-1803[19].

### Dessins
- Nancy, musée des Beaux-Arts : Ruines romaines, dessin à la plume, encre et lavis, 14 x 19 cm.
- Paris, École nationale supérieure des beaux-arts :
  - Vue du Tempietto de San Pietro in Montorio (à Rome), plume, encre brune, lavis brun et aquarelle sur une contre-épreuve de sanguine, 33,8 × 44,4 cm[20]. Selon un procédé qui lui est familier, Hubert Robert tire cette contre épreuve d'une première étude conservée au musée des Beaux-Arts de Valence. Sur cette feuille est inscrit le lieu et la date de l'exécution, 1762, ainsi que sa signature. Si le dessin tient du caprice architectural, sa liberté d'invention est sous-tendue par une intelligence aiguë des monuments de la Renaissance et de ses sources antiques[21] ;
  - Personnage en pied, plume, encre brune et lavis brun, 33 × 24,5 cm[22]. Étude de figure d'un homme barbu en costume modeste que l'on retrouve dans une composition peinte : Port orné d'architectures, conservé au musée portuaire de Dunkerque[23].

### Ensembles décoratifs
- Les Principaux Monuments de la France, série de quatre tableaux des vestiges de la Gaule destinée à décorer un salon au château de Fontainebleau. Réalisée en 1786, exposée au salon de 1787, rassemblée à Paris au musée du Louvre depuis 1822, seul le Pont du Gard fut exposé à l'emplacement prévu :
  - Intérieur du Temple de Diane à Nîmes, huile sur toile, 242 × 242 cm ;
  - L'Arc de triomphe et le Théâtre d'Orange, 1787, huile sur toile, 242 × 242 cm[24] ;
  - La Maison Carrée, les Arènes et la Tour Magne à Nîmes, 1786-1787, huile sur toile, 243 × 244 cm[25] ;
  - Le Pont du Gard, 1787, huile sur toile, 242 × 242 cm[26].

## Expositions

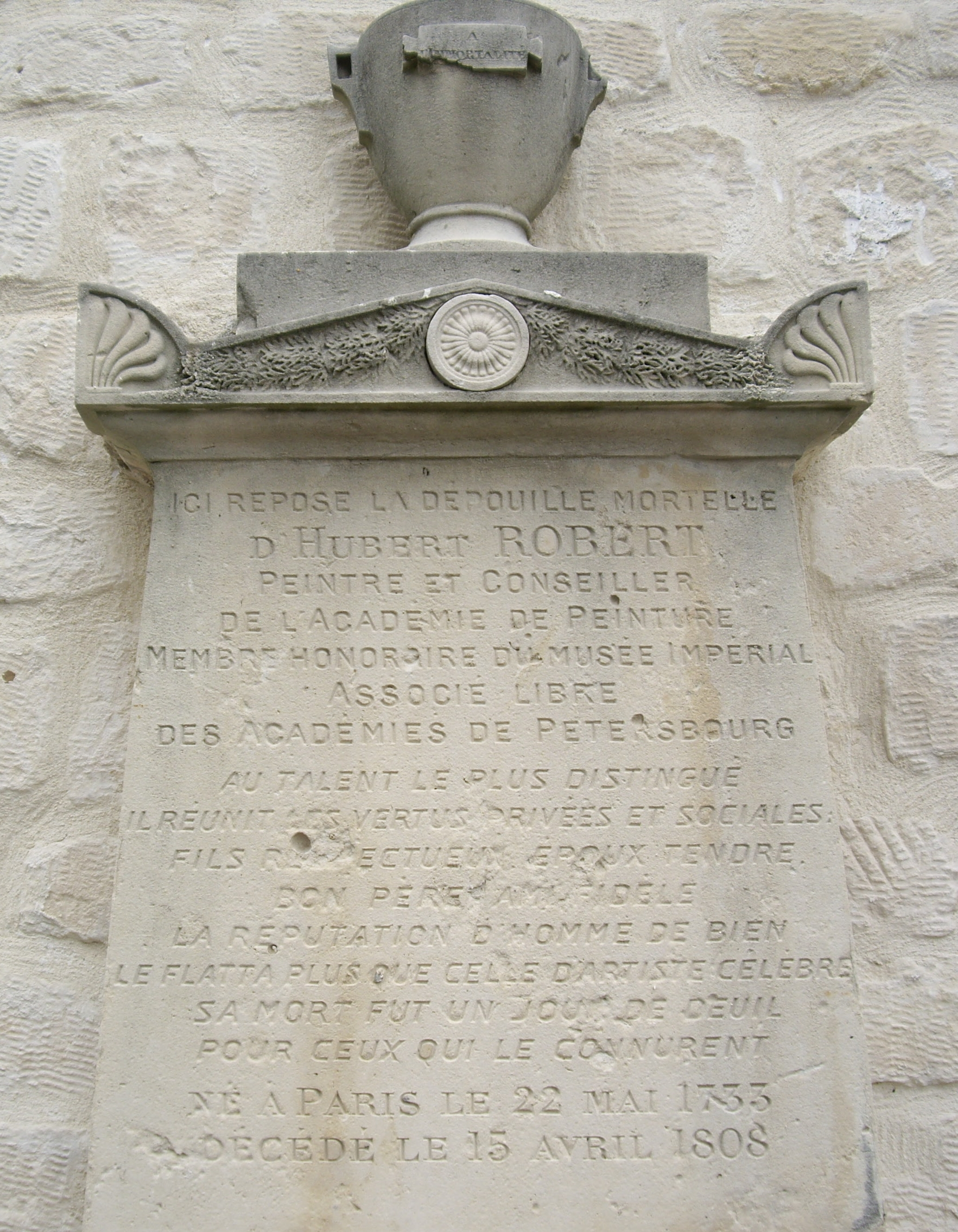
Sépulture d'Hubert Robert, Paris, cimetière d'Auteuil.

- Hubert Robert : les sanguines du musée de Valence, Paris, musée Jacquemart-André, 1969.
- Hubert Robert Drawings & Watercolors, Washington, National Gallery of Art, 1978-1979, catalogue par Victor Carlson.
- Hubert Robert et la Révolution, musée d'Art et d'Archéologie de Valence, 1989.
- J.H. Fragonard e H. Robert a Roma, Rome, villa Médicis, 1990-1991, catalogue par Jean-Pierre Cuzin et Catherine Boulot.
- Hubert Robert et Saint-Pétersbourg. Les commandes de la famille impériale et des princes russes entre 1773 et 1802, musée d'Art et d'Archéologie de Valence, 1999, catalogue par Hélène Moulin-Stanislas.
- Hubert Robert, Paris, musée du Louvre, 2006, catalogue par Jean-François Méjanès.
- Hubert Robert. Un orateur dans les ruines, Belfort, musée des Beaux-Arts, 2014-2015, catalogue par Sarah Catala.
- Hubert Robert, 1733-1808. Un peintre visionnaire, Paris, musée du Louvre, du 9 mars au 30 mai 2016[27].
- Hubert Robert et la fabrique des jardins, château de La Roche-Guyon, 2017.

## Collections
- Acquisition en 1818 par le Fonds d'art contemporain - Paris Collections

### Filmographie
- Hubert Robert. Une vie heureuse (Robert. Schastlivaïa jizn), d'Alexandre Sokourov, 1996, documentaire, 27 min.